# Niourk
Niourk este un roman științifico-fantastic al scriitorului francez Stefan Wul, publicat în 1957 în  colecția Fleuve Noir.

## Prezentare
Povestea romanului are loc în secolul al XXV-lea. Un dezastru nuclear a avut loc în urmă cu aproximativ cinci sute de ani, ceea ce a dus la secarea oceanelor. În prezent, Pământul este, din nou, o lume în care oamenii trăiesc în stare primitivă. 

## Legături externe
- en  Istoria publicării lucrării Niourk la Internet Speculative Fiction Database